# Ramaria bourdotiana
Ramaria bourdotiana är en svampart som beskrevs av Maire 1937. Ramaria bourdotiana ingår i släktet Ramaria och familjen Gomphaceae.   Inga underarter finns listade i Catalogue of Life.